# Volo TAP Air Portugal 425
Il volo TAP Air Portugal 425 era un volo passeggeri di linea internazionale dall'aeroporto di Bruxelles-National, in Belgio, all'aeroporto di Madera, Funchal, con scalo all'aeroporto di Lisbona, in Portogallo. Il 19 novembre 1977, un Boeing 727-200 operante il volo uscì di pista durante l'atterraggio all'aeroporto di Madera, per poi schiantarsi nella spiaggia vicina ed esplodere, provocando la morte di 131 delle 164 persone a bordo. Rimane l'unico incidente con vittime nella storia di TAP Air Portugal.

## L'aereo
Il velivolo coinvolto era un Boeing 727-200, marche CS-TBR, numero di serie 20972, numero di linea 1096. Volò per la prima volta il 7 gennaio 1975 e venne consegnato a TAP Air Portugal il 22 gennaio. Era spinto da 3 motori turboventola Pratt & Whitney JT8D-17. Al momento dell'incidente, l'aereo aveva quasi tre anni e aveva accumulato 6 154 ore di volo in 5 204 cicli di decollo-atterraggio.

## L'equipaggio
L'equipaggio era composto dal comandante João Lontrão, dal primo ufficiale Miguel Guimarães Leal e dall'ingegnere di volo Gualdino Pinto, nonché da cinque assistenti di volo. A bordo c'erano 156 passeggeri.

## L'incidente
Il 19 novembre, il velivolo operava il volo 420 da Lisbona a Bruxelles, in Belgio, e il volo 425 da Bruxelles a Funchal con scalo a Lisbona. Il volo 420 e la prima tratta del volo 425 furono completati senza problemi. A Lisbona, l'equipaggio ricevette un bollettino meteorologico per l'aeroporto di Madera. Secondo le previsioni, sulla rotta erano attese condizioni meteorologiche avverse con possibilità di temporale e pioggia torrenziale, ma era improbabile che influenzassero il volo.
Alle 19:50 il volo 425 lasciò il gate e decollò dalla pista 03 dell'aeroporto di Lisbona alle 19:55.
Al momento dell'incidente, la pista dell'allora aeroporto internazionale di Santa Catarina (ora aeroporto di Madera) era lunga solo 1 600 metri (5 200 ft), il che rendeva estremamente difficile l'atterraggio.
Alle 21:05, in avvicinamento a Madera, l'equipaggio del volo 425 chiese il permesso di scendere. Il controllore autorizzò la discesa al livello di volo 50 (5 000 piedi (1 500 m)), dove la pressione era di 1013,2 mbar. Alle 21:05:50, l'equipaggio riferì l'inizio della discesa verso il livello 50 sopra Porto Santo e ricevette istruzioni per passare alla frequenza 118,1 MHz per comunicare con il controllore (ATC) di Funchal. Alle 21:17, l'equipaggio contattò l'ATC e riferì del raggiungimento del livello di volo 50 e che il tempo stimato per raggiungere il radiofaro MAD era di 5 minuti. In risposta, il controllore diede il permesso di scendere ad un'altitudine di 3 500 piedi (1 100 m) con QNH 1013, riferendo che l'atterraggio sarebbe avvenuto sulla pista 06. L'ATC trasmise quindi il bollettino meteorologico: vento calmo sulla pista 06, vento 14 nodi (26 km/h) direzione 220° nelle vicinanze di Rosário, temperatura 19 °C, visibilità 4-5 chilometri. L'equipaggio confermò di aver ricevuto le informazioni. Secondo le previsioni meteorologiche effettive delle 20:50, il vento soffiava a una velocità di 6 nodi (11 km/h) nell'area della pista, la visibilità era di 5 chilometri, rovesci di pioggia, pressione sulla pista 24: 1006 Mbar, sulla pista 06: 1008 Mbar, temperatura 18-19 °C.
Alle 21:23:13, l'equipaggio riferì del passaggio sopra il radiofaro MAD ad un'altezza di 1 700 piedi (520 m) e una prua di 215°, senza avere un contatto visivo con il suolo. Seguendo poi una prua di 200° e scendendo a 980 piedi (300 m), alle 21:26:33 i piloti riferirono di non aver ancora la pista in vista e che avrebbero iniziato una procedura di mancato avvicinamento.
Dopo due tentativi di atterraggio falliti, l'equipaggio decise di fare un ultimo tentativo, prima di dover prendere la decisione di dirottare verso l'aeroporto di Gran Canaria nelle Isole Canarie.
Al terzo tentativo di atterraggio, il comandante Lontrão scelse la pista 24. Alle 21:43:52, il 727 si trovava ad un'altitudine di 1 800 piedi (550 m) a una velocità di 205 nodi (380 km/h), e alle 21:44:57 il controllore chiese all'equipaggio se avessero le luci di atterraggio dell'aeromobile accese. L'equipaggio confermò. Alle 21:45:02, i piloti riferirono del passaggio sopra il radiofaro dell'aeroporto e di avere la pista in vista. Alle 21:46:48, durante l'esecuzione della virata finale verso destra, il comandante Lontrão ordinò al copilota di leggere la lista di controllo per l'atterraggio.
Alle 21:47:21, la torre dell'aeroporto comunicò all'aereo il vento sulla pista 24 e chiese se volessero continuare l'atterraggio. L'equipaggio confermò. Il controllore autorizzò il volo 425 ad atterrare. Da un'altezza di 400 piedi (120 m) ad una velocità di 150 nodi (280 km/h), il jet iniziò a scendere. Mentre si avvicinava alla pista 24 in presenza di forti piogge, forti venti e scarsa visibilità, l'aereo atterrò 2 000 piedi (610 m) oltre la testata e cominciò a slittare. Con circa solo 3 000 piedi (910 m) di pista rimasta, l'equipaggio cercò disperatamente di fermarsi, applicando la massima inversione di spinta, ma l'aereo uscì di pista ad una velocità di 41 nodi (76 km/h) e cadde lungo un pendio di 61 metri, colpendo un ponte vicino e schiantandosi sulla spiaggia, spezzandosi in due parti e scoppiando in fiamme.
Delle 164 persone a bordo (156 passeggeri e otto membri dell'equipaggio), 131 rimasero uccise (125 passeggeri e 6 membri dell'equipaggio), rendendolo a quel punto il peggior incidente aereo in Portogallo. Ad oggi è il secondo peggior disastro aereo su suolo portoghese, dopo il volo Independent Air 1851. Rimane l'unico incidente di TAP Air Portugal dall'inizio delle sue operazioni nel 1946.

## Le indagini
Secondo i risultati dell'indagine, l'aeromobile era in buone condizioni prima dell'impatto e i piloti erano qualificati per il volo. Il rapporto concluse che l'equipaggio violò le procedure di avvicinamento, appurando che l'aeromobile toccò la superficie asfaltata 2 060 piedi (630 m) dall'inizio della pista, 1 060 piedi (320 m) più avanti del normale, e che la velocità era di 148 nodi (274 km/h), cioè 19 nodi (35 km/h) in più rispetto a quanto raccomandato. Venne anche notato che c'era un numero insufficiente di luci dell'impianto ILS dell'aeroporto, il che rendeva difficile eseguire un avvicinamento strumentale. Le pessime condizioni meteorologiche vennero menzionate come cause dell'incidente, a causa dell'aquaplaning sulla pista, oltre a una velocità di atterraggio in eccesso di 19 nodi (35 km/h). L'indagine raccomandò all'aeroporto di Madera di aumentare il numero delle osservazioni meteorologiche.

## Conseguenze
Dopo l'incidente, TAP smise di utilizzare il Boeing 727-200 verso Madera, preferendogli il 727-100, più corto di sei metri e con 60 posti in meno.
L'incidente spinse i funzionari a esplorare modi per estendere la pista, che era troppo corta. A causa dell'altezza della pista rispetto alla spiaggia sottostante, un'estensione risultava molto difficile e molto costosa da eseguire. Tra il 1983 e il 1986, fu costruita un'estensione di 200 metri; 14 anni dopo, la pista fu nuovamente estesa. Dopo l'estensione del 2000, la pista dell'odierno aeroporto di Madera misura 9 124 piedi (2 781 m) di lunghezza.